# Melisenda de Arsuf
Melisenda de Arsuf, soberana señora de Arsuf, señora de Beirut (nacida antes de 1177), fue la heredera, y la segunda esposa del poderoso noble cruzado Juan de Ibelín (1179-1236), quien encabezó la oposición al emperador Federico II Hohenstaufen cuando trató de imponer la autoridad imperial en el Reino de Jerusalén y el Reino de Chipre, así como el Señorío de Beirut.
Fue la hija de Guido de Arsuf. Desde 1177, fue la señora de Arsuf. Después de su matrimonio con Juan de Ibelín, pasó el Señorío de Arsuf a su esposo.

## Familia
Nació en algún momento antes de 1177, fue la hija mayor de Guido de Arsuf. El nombre de su madre es desconocido. Tuvo un hermano, Juan, Señor de Arsuf que se casó Helvis de Brie. Cuando Juan murió sin descendencia, Melisenda heredó el señorío de Arsuf. Tuvo también dos hermanas menores, cuyos nombres no están registrados. Una se casó con el chambelán del Principado de Antioquía, y la otra se casó con Adán de Antioquía, con quien tuvo un hijo, Juan, mariscal del Principado Antioquía.
Arsuf o Arsur, como era conocida por los cruzados, fue un señorío en el Reino de Jerusalén. El tío de Melisenda, Juan de Arsuf es recordado por haber suscrito la Carta, en 1177, bajo el cual el rey Balduino IV de Jerusalén donó la propiedad a la Iglesia del Santo Sepulcro.

## Matrimonio y descendencia
En una fecha desconocida, Melisenda se casó primero con Teobaldo de Orca, con quien tuvo siete hijas, todas ellas murieron jóvenes. En 1207, se casó por segunda vez con Juan de Ibelín, señor de Beirut, antiguo condestable del Reino de Jerusalén, y regente en Acre por su media sobrina la reina María. Juan fue el hijo de Balián de Ibelín y María Comnena. Su media hermana fue Isabel, reina de Jerusalén. Melisenda fue su segunda esposa. Su primera esposa, Helvis de Nephin, había muerto sin dejar hijos sobrevivientes.
Tras su matrimonio, Melisenda pasó el Señorío de Arsuf a Juan, incrementando su territorio en el Reino de Jerusalén. Beirut fue efectivamente un estado independiente bajo su gobierno, sin dejar de ser un vasallo del soberano. Después de la reconstrucción de la ciudad que había sido destruida por las fuerzas de Saladino, durante la conquista del reino cruzado por este último, Ibelín construyó un magnífico palacio.
Juan de Ibelín y Melisenda tuvieron seis hijos y una hija:
- Balián (muerto en 1247), que le sucedió como señor de Beirut.[3]
- Juan (1211-1258), señor de Arsuf y condestable de Jerusalén.
- Raúl de Ibelín.
- Hugo (1213-1238).[3]
- Balduino (fallecido en 1267).[3]
- Guido (fallecido después de mayo de 1255).[3]
- Isabel de Ibelín, que se ordenó monja.

## Fallecimiento
Melisenda murió en una fecha desconocida. Su esposo Juan de Ibelín murió en 1236, cuando fue derribado de su caballo y este le cayó encima, durante una campaña militar contra los musulmanes.